# Valentino Gasparella
Valentino Gasparella (Isola Vicentina, 30 maggio 1935) è un ex pistard e ciclista su strada italiano.

## Carriera
Nel 1956 vinse la medaglia d'oro olimpica nell'inseguimento a squadre con Tonino Domenicali, Leandro Faggin, Virginio Pizzali e Franco Gandini e nel 1960 il bronzo nella velocità.
Fu anche per due volte campione del mondo nella velocità tra i dilettanti. Fu poi professionista dal 1960 al 1965.

## Palmarès
- 1956

Giochi olimpici, Inseguimento a squadre
- 1958

Campionati del mondo, Velocità Dilettanti
- 1959

Campionati del mondo, Velocità Dilettanti

## Piazzamenti

### Competizioni mondiali
- Campionati del mondo su pista

Rocourt 1957 - Velocità Dilettanti: 3º
Parigi 1958 - Velocità Dilettanti: vincitore
Amsterdam 1959 - Velocità Dilettanti: vincitore
- Giochi olimpici

Melbourne 1956 - Inseguimento a squadre: vincitore
Roma 1960 - Velocità:  3º